# Mictlan

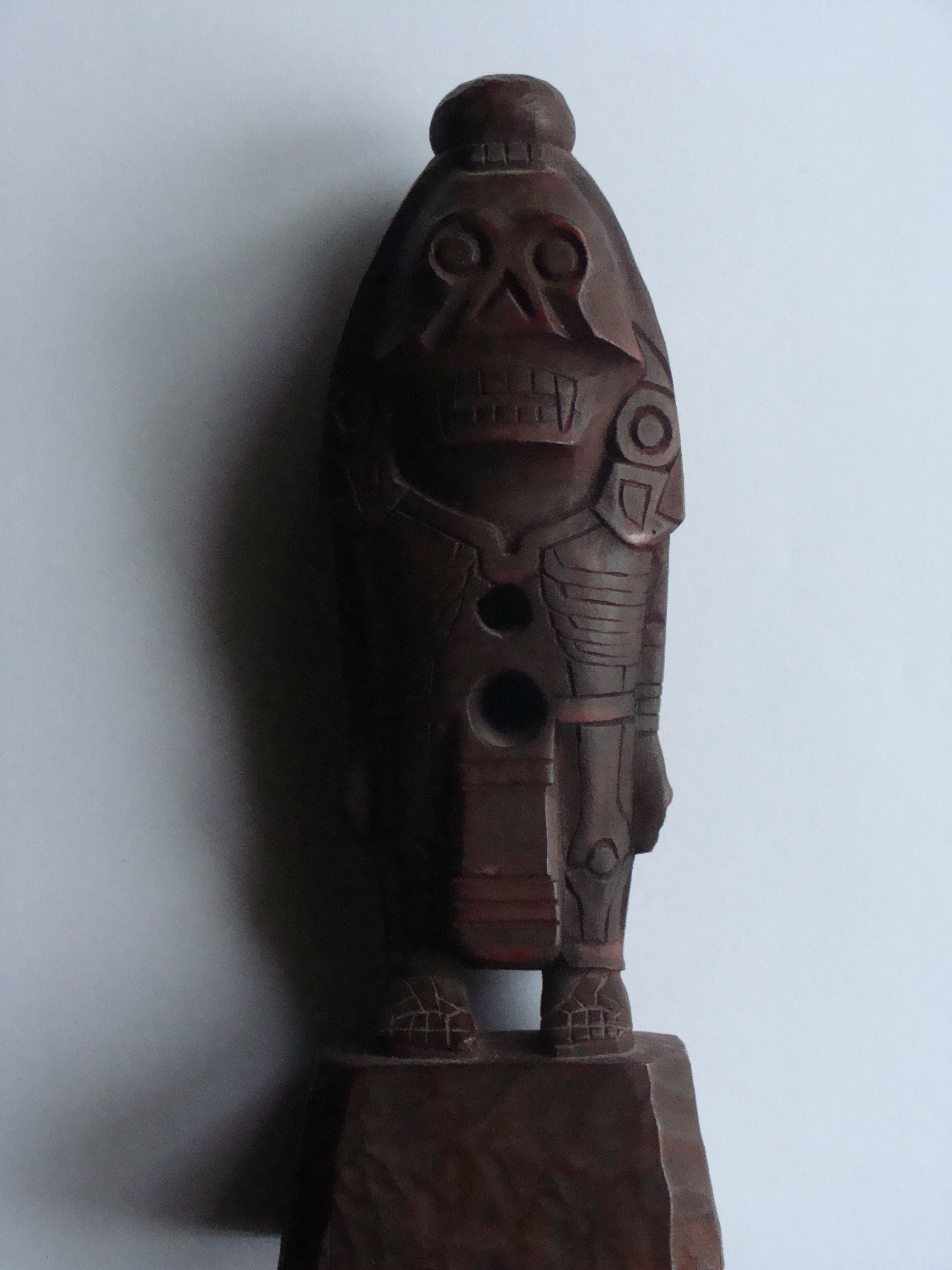
Bóg Xolotl przewodnik po podziemnym świecie Mictlan

Mictlan – jest azteckim określeniem na mityczny świat podziemny – a ściśle mówiąc piekło, do którego mieli trafiać wszyscy słabi, starzy, zmarli na łożu oraz ci, którzy unikali walki. Władało nim bóstwo śmierci zwane Mictlantecuhtli i jego żona Mictlancihuatli. Odpowiednikiem Mictlanu w wierzeniach Majów jest Mitnal.
Według wierzeń Mictlan był światem umarłych i znajdował się na północy; w dostaniu się do niego pomagał zmarłym bóg-przewodnik Xolotl, następnie zmarli przechodzili przez kolejne etapy piekła poddawani różnym próbom magicznym. Aby osiągnąć ostateczny spokój, dusze muszą przejść przez 9 miejsc w ciągu 4 lat (w wędrówce tej towarzyszy im pies koloru płowego i szereg amuletów), te 9 miejsc to kolejno:
1. Rwąca rzeka Chignahuapan.
2. Przeciśniecie się między dwiema zrośniętymi górami.
3. Wejście na górę z obsydianu.
4. Miejsca, gdzie dmie lodowaty wiatr.
5. Miejsca, gdzie łopoczą sztandary.
6. Miejsca, gdzie leci grad świszczących strzał.
7. Bestie zjadają serca.
8. Wąska gardziel górska.
9. Odpoczynek lub rozpłyniecie w nicości.

Według azteckich legend do Mictlanu zstąpił bóg Quetzalcoatl po stworzeniu Słońca Ruchu (Nahui Ollin), czyli piątej epoki świata, aby z kości ludzi znajdujących się w świecie umarłych stworzyć nowych mieszkańców ziemi macehuales (ci, którzy zawdzięczają swoje istnienie pokucie). Quetzalcoatl prosił władców Mictlanu, Mictlantecuhtli i Mictlancihuatli o wydanie szczątków ludzi z poprzednich, nieistniejących już światów – te mitologiczne wydarzenia opisane są w Annales de Cuauhtitlan, indiańskim dokumencie spisywanym między 1519 a 1570 r. n.e. w języku nahuatl;
I natychmiast skrzyknęli się bogowie.
Rzekli: "Kto zamieszka ziemię ?
[...] I wnet udał się Quetzalcoatl do Mictlanu,
zbliżył się do Mictlantecuhtli i do Mictlancihuatli,
i tak do nich rzekł:
"Przybywam w poszukiwaniu drogocennych kości,
które ty przechowujesz,
przychodzę, żeby je zabrać." [...]
"Bogowie pragną, by ziemia była zamieszkana."
Odpowiedział mu Mictlantecuhtli:
"Niechaj tak będzie, uczyń tak, by zadźwięczała
muszla (ślimaka),
i okrąż nią czterokrotnie mój cudowny krąg"